# اسکات‌ترید
اسکات‌ترید (انگلیسی: Scottrade) شرکت خدمات مالی و کارگزاری آمریکایی بود، که در سال ۱۹۸۰ تأسیس شد و در سال ۲۰۱۷ توسط تی‌دی امریترید و تورنتو-دومینیون بانک خریداری گردید.